# 西町村
西町村（にしまちむら）は、石川県鳳至郡に存在した村である。

## 地理

### 隣接していた市町村
- 村
  - 町野村・岩倉村・南志見村・柳田村

## 歴史

### 沿革
- 1889年（明治22年）4月1日 町村制の施行により、鳳至郡大川村、伏戸村、川西村、東大野村、桶戸村、井面村及び金蔵村を廃し、その区域をもって鳳至郡西町村を設置する。
- 1908年（明治41年）4月1日 鳳至郡町野村、西町村及び岩倉村を廃し、その区域をもって鳳至郡町野村を設置する。西町村の7大字は町野村に継承。

## 行政

### 村長
| 代 | 人 | 氏名         | 就任                       | 退任                       | 備考 |
| -- | -- | ------------ | -------------------------- | -------------------------- | ---- |
| 1  | 1  | 篠原嘉右衛門 | 1889年（明治22年）6月20日  | 1890年（明治23年）10月10日 |      |
| 2  | 2  | 井池光忠     | 1891年（明治24年）12月27日 | 1892年（明治25年）8月10日  |      |
| 3  | 3  | 北畠儀作     | 1893年（明治26年）6月5日   | 1897年（明治30年）6月4日   |      |
| 4  | 4  | 兼田源太郎   | 1897年（明治30年）7月27日  | 1897年（明治30年）12月5日  |      |
| 5  | 5  | 南惣右衛門   | 1898年（明治31年）2月8日   | 1898年（明治31年）3月20日  |      |
| 6  |    | 北畠儀作     | 1898年（明治31年）4月12日  | 1898年（明治31年）5月10日  |      |
| 7  | 6  | 岡田伊之助   | 1898年（明治31年）7月26日  | 1901年（明治34年）6月5日   |      |
| 8  |    | 井池光忠     | 1901年（明治34年）8月5日   | 1902年（明治35年）11月20日 |      |
| 9  | 7  | 中村重孝     | 1903年（明治36年）3月17日  | 1905年（明治38年）1月15日  |      |
| 10 |    | 兼田源太郎   | 1905年（明治38年）1月18日  | 1906年（明治39年）1月10日  |      |
| 11 | 8  | 東与太郎     | 1906年（明治39年）5月30日  | 1908年（明治41年）3月31日  |      |